# Draconarius pseudocapitulatus
Draconarius pseudocapitulatus là một loài nhện trong họ Amaurobiidae.
Loài này thuộc chi Draconarius. Draconarius pseudocapitulatus được Jia-Fu Wang miêu tả năm 2003.